# Fakultet informatike u Puli
Fakultet informatike u Puli (FIPU) sastavnica je Sveučilišta Jurja Dobrile u Puli koja se bavi obrazovanjem u području informacijskih tehnologija.

## Povijest
Korijeni fakulteta sežu u 2004. godinu, kada je u sklopu Fakulteta ekonomije i turizma pokrenut studij poslovne informatike. Razvoj informacijsko-komunikacijske tehnologije i rastuća potražnja za informatičkim kadrovima doveli su do pokretanja inicijative za osnivanjem samostalnog studija informatike 2008. godine.
Dana 4. kolovoza 2011. Ministarstvo znanosti, obrazovanja i sporta izdaje dopusnicu za otvaranje preddiplomskog studija informatike. Dana 16. lipnja 2015. dobivena je dopusnica, a 1. listopada 2015. osnovan je Odjel za informacijsko-komunikacijske tehnologije. Odjel je 17. svibnja 2018. preimenovan u Fakultet informatike u Puli, čime postaje samostalna sastavnica Sveučilišta.
Fakultet je 2. studenoga 2022. primio odobrenje za izvođenje online sveučilišnog studija Informatika na hrvatskom jeziku. 
Sveučilišni studij informatike na FIPU time postaje prvi sveučilišni online studij informatike u Hrvatskoj.

## Studijski programi
FIPU izvodi sljedeće studijske programe:
- Preddiplomski studij informatike
- Diplomski studij informatike
  - Smjer informatika
  - Nastavni smjer informatika
- Online sveučilišni studij informatike (pokrenut akademske godine 2023./2024.)

## Suradnja s gospodarstvom
Fakultet ostvaruje suradnju s IT sektorom u Istri i okolici. Neke od aktivnosti uključuju sudjelovanje u znanstveno-istraživačkim projektima, stručnu praksu, angažman stručnjaka iz industrije u nastavi i mentoriranje završnih radova.
FIPU je suosnivač Udruge »ICT Istra«, koja promiče razvoj i korištenje informacijsko-komunikacijskih tehnologija.

## Vanjske poveznice
- Službena stranica Fakulteta informatike u Puli
- Fakultet informatike u Puli na Facebooku